# (74289) 1998 SX135
(74289) 1998 SX135 – planetoida z pasa głównego asteroid okrążająca Słońce w ciągu 4,65 lat w średniej odległości 2,79 j.a. Odkryta 26 września 1998 roku.